# Igreja Presbiteriana de Santo Amaro

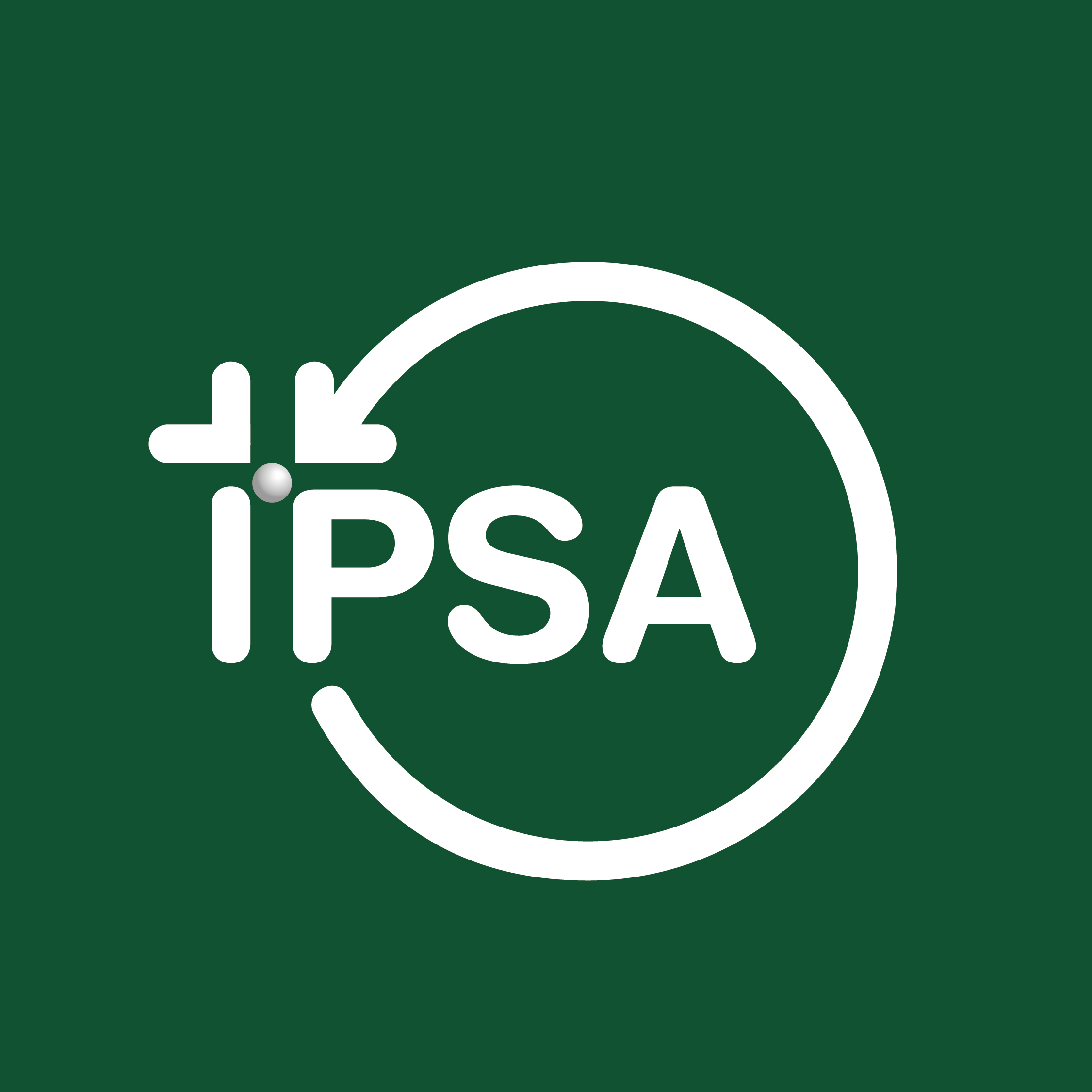
Logotipo oficial da Igreja contendo um resumo da sua missão: Fazer discípulos de Cristo no mundo.

A Igreja Presbiteriana de Santo Amaro (IPSA ou IPSANTOAMARO) é uma igreja federada da Igreja Presbiteriana do Brasil (IPB), sob a jurisdição do Presbitério Sul Paulistano. É uma das igrejas locais federadas a IPB mais conhecidas do Brasil, por sua difusão de pregações de pelo seu canal no Youtube com mais de 230 mil inscritos e 25 milhões de visualizações desde janeiro de 2010. É uma igreja que confessa e subscreve a Teologia Reformada, e tem como missão: Fazer discipulos de Cristo no mundo.

## História
A Igreja Presbiteriana de Santo Amaro surgiu, como igreja organizada pelo Presbitério Paulistano, em 1962. Seu primeiro pastor foi o Rev. Atael Fernando Costa, desde sua organização até 1965. Desde então, o Rev. Jacob Silva assumiu a igreja, tendo pastoreado no local de 1966 até 1978. Neste período a igreja cresceu e fortaleceu seu autossustento. O Rev. Osiander Shaff da Silva, assumiu a igreja após a jubilação do Rev. Jacob Silva, pastoreando de 1979 até 1987. De 1988 até 1994 o Rev. Alceu Davi Cunha conduziu a igreja, substituindo o antigo pastor. De 1993 até 2003 o Rev. Eliel Fausto Botelho pastoreou a igreja, até que, em 2004 o Rev. Marcos Martins Dias tornou-se o pastor titular da igreja. Em 2002 o Rev. Joaquim Alves de Oliveira  tornou-se pastor auxiliar na igreja (O Rev. Joaquim faleceu aos 07 de julho de 2018, com 83 anos). O Rev. Augustus Nicodemus Lopes foi o pastor titular da igreja em 2007, até que a igreja elegesse seu novo pastor. De 2008 a 2013 o Rev. Leandro Antônio de Lima tornou-se o pastor titular da igreja. E de 2013 em diante o pastor titular é o Rev. Sérgio Paulo de Lima.
O trabalho missionário da IPSA deu origem a cerca outras cinco igrejas locais, são elas: Igreja Presbiteriana Nova Canaã, Igreja Presbiteriana Monte Sião, Igreja Presbiteriana Parque Esplanada, Igreja Presbiteriana Filadélfiae Igreja Presbiteriana Itapecerica da Serra (esta última plantada em parceria com a Igreja Presbiteriana de Emús).
Atualmente, a igreja trabalha na plantação de outras três novas igrejas igrejas já estabelecidas como congregações: Congregação do Jardim Horizonte Azul, Congregação do Jardim das Fontes e Igreja Presbiteriana do Grajaú.

## Pastores atuais
Atualmente, a Igreja Presbiteriana de Santo Amaro é conduzida por uma equipe pastoral composta pelos seguintes pastores: Rev. Daniel Santos (Titular), Rev. Filipe Fontes, Rev. Gabriel Junqueira, Rev. Geimar de Lima e Rev. Lucas Previde. 